# Genoni
Genoni – miejscowość i gmina we Włoszech, w regionie Sardynia, w prowincji Oristano. Graniczy z Albagiara, Assolo, Genuri, Gesturi, Gonnosnò, Laconi, Nuragus, Nureci, Setzu i Sini.
Według danych na rok 2004 gminę zamieszkiwało 1005 osób, 23,4 os./km².